# Der Kinobesitzer
Der Kinobesitzer war eine österreichische Zeitschrift, die erstmals 1917 und das letzte Mal 1919 erschienen ist. Der Kinobesitzer erschien wöchentlich an einem Samstag, mit Ausnahme der letzten Ausgabe, die an einem Montag erschien. Herausgegeben wurde die Zeitschrift vom Reichsverband der Kinematographenbesitzer in Österreich. Erscheinungsort war Wien.  Der verantwortliche Redakteur des Blattes war Ignatz Morawetz.
Der Kinobesitzer wird in der ersten Ausgabe als einziges offizielles Organ der Kinematographenbesitzer und als Sprachrohr des Reichsverbandes vorgestellt und ruft seine Leser auf, dem Reichsverband der Kinematographen beizutreten.